# Strzeleckie Pola

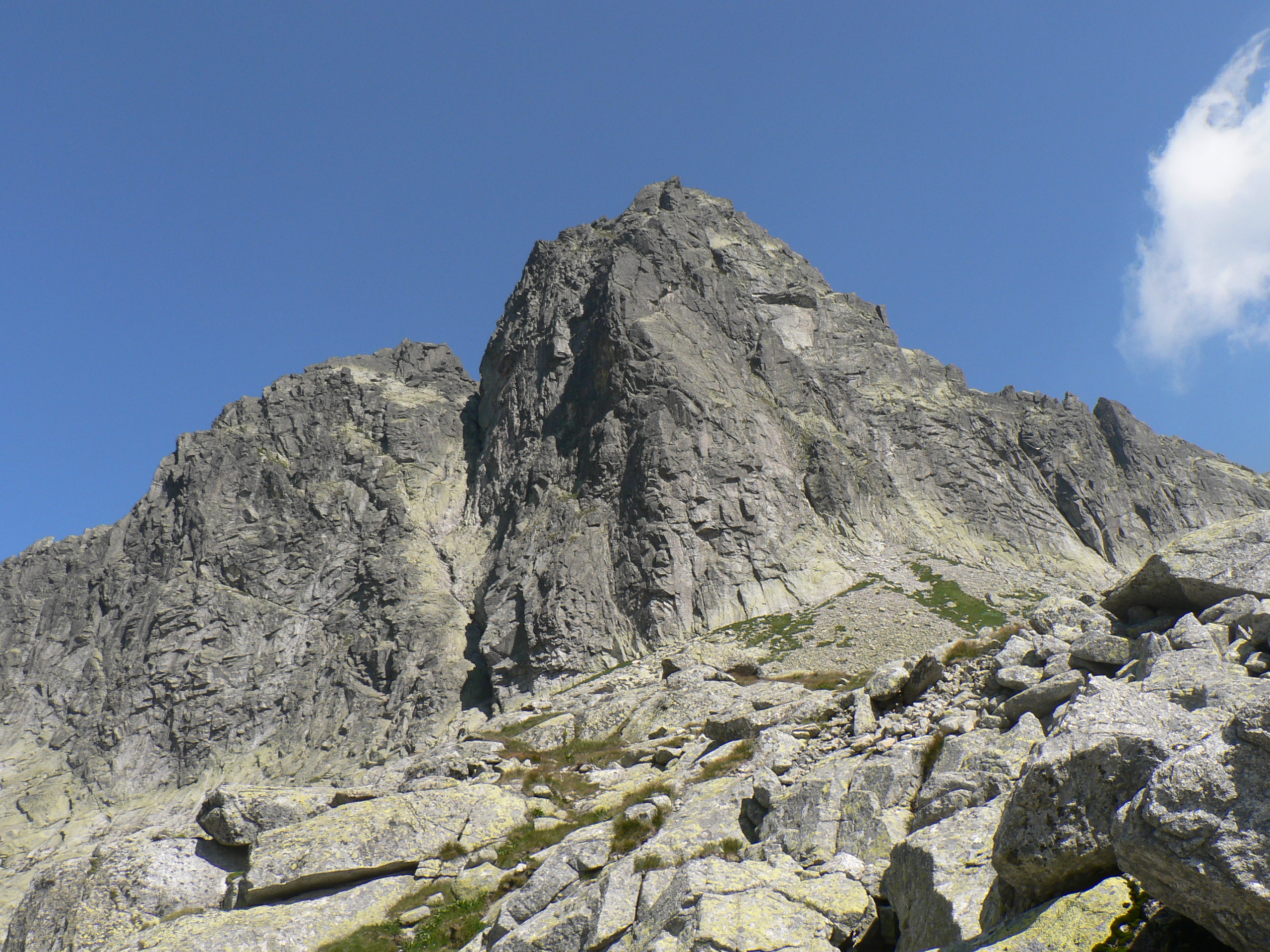
Strzeleckie Pola poniżej Ostrego Szczytu

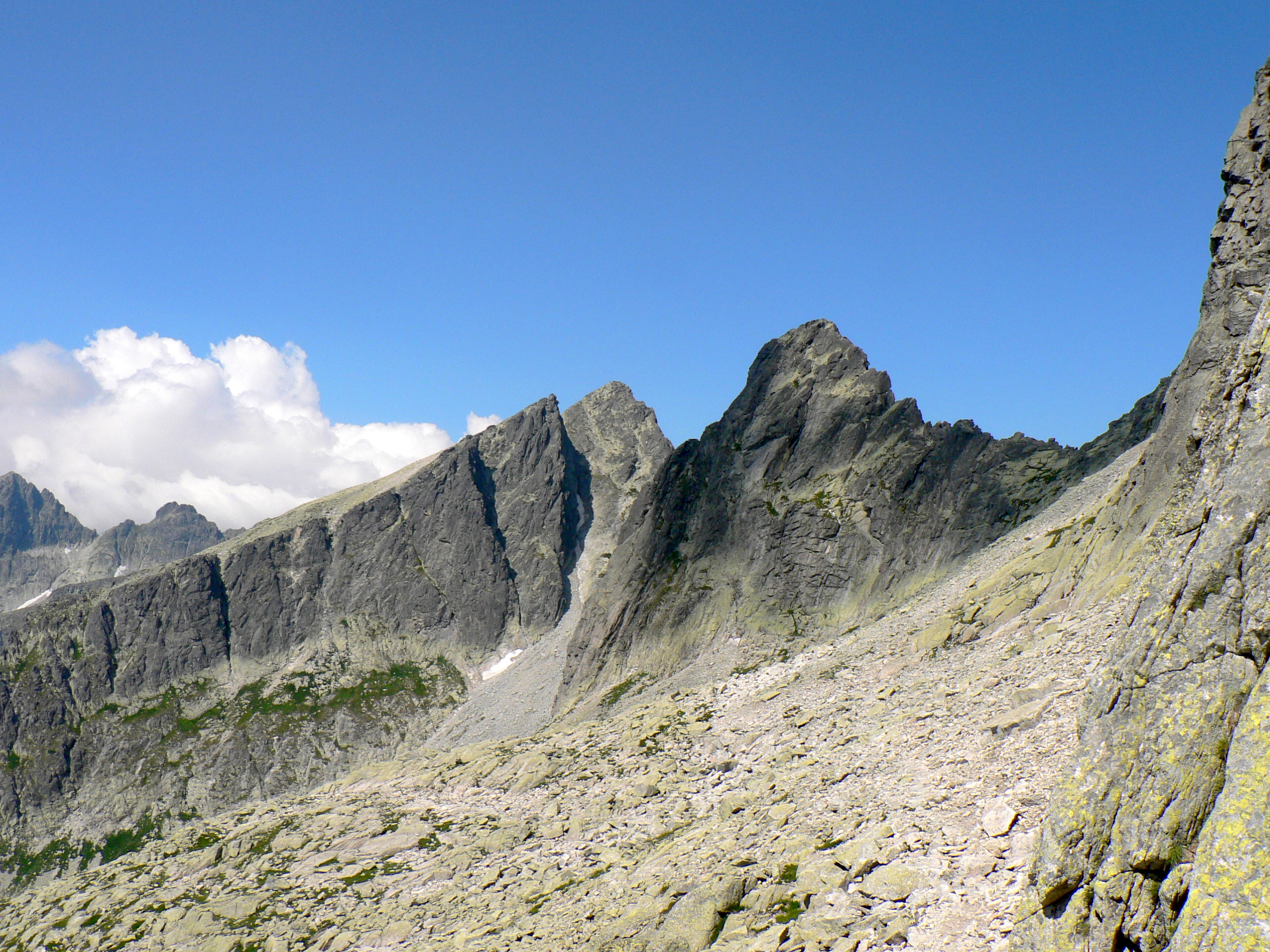
Strzeleckie Pola poniżej Czerwonej Ławki

Strzeleckie Pola (słow. Strelecké polia, niem. Jägerbreiten, węg. Vadász-lejtő) – piarżysto-skaliste stoki położone na wysokości od 2100 do 2200 m n.p.m. znajdujące się w górnych partiach Doliny Staroleśnej w słowackiej części Tatr Wysokich. Strzeleckie Pola rozciągają się poniżej południowej ściany Ostrego Szczytu, południowych ścian Zbójnickich Turni, południowo-zachodniej ściany Małego Lodowego Szczytu i zachodnich ścian Spągi, Sokolej Turni i Drobnej Turni. Przez Strzeleckie Pola przebiega żółto znakowany szlak turystyczny biegnący z Doliny Pięciu Stawów Spiskich na Czerwoną Ławkę, a z niej do Doliny Staroleśnej.
Od południa Strzeleckie Pola graniczą ze Strzelecką Kotliną, w której to stronę opadają progiem zwanym Wyżnimi Strzeleckimi Spadami. Od zachodu Strzeleckie Pola ograniczone są progiem zwanym Wyżnimi Siwymi Spadami, który oddziela je od Siwej Kotliny.
Na Strzeleckich Polach, tuż pod południową ścianą Ostrego Szczytu, znajdują się dwa małe stawki zwane Strzeleckimi Okami.

## Szlaki turystyczne
– żółty szlak jednokierunkowy prowadzący ze Schroniska Téryego przez Czerwoną Ławkę do Schroniska Zbójnickiego.
- Czas przejścia ze Schroniska Téryego na przełęcz: 1:30 h
- Czas przejścia z przełęczy do Schroniska Zbójnickiego: 1:45 h